# Sadayuki Mikami
Sadayuki Mikami (三上貞行, Mikami Sadayuki) (1949) è un fotografo giapponese, vincitore del World Press Photo of the Year 1978.
La sua carriera ha inizio nel 1969 quando entra a far parte dell'agenzia di stampa Tokyo Photo, in veste di assistente alla camera oscura. Nel 1975 inizia finalmente a lavorare come fotografo, e nel corso della sua carriera realizza servizi su diversi importanti avvenimenti asiatici come la protesta di piazza Tienanmen e la rivolta di Gwangju in Corea del Sud.
Mikami ha anche fotografato le Olimpiadi di Sapporo, di Los Angeles e di Seul, e tre incontri dei vertici del G7 a Tokyo, a Venezia e a Birmingham. Nel 1992 è diventato caporedattore di Tokyo Photo.